# Mladina
Mladina (en slovène : jeunesse) est un magazine politique hebdomadaire slovène. Il est connu pour sa satire et ses caricatures. Il joue un rôle essentiel dans la dénonciation de la Serbie de Slobodan Milošević à l'aube de la guerre de Yougoslavie.

## Histoire

### Fondation
Le journal voit le jour en 1924, initialement en tant que revue littéraire sous l'égide du poète et critique Srečko Kosovel.

### Opposition au nationalisme serbe
A la veille de l'éclatement de la Guerre de Yougoslavie, Mladina critique ouvertement la République de Serbie, qui s'accapare le pouvoir au sein de la République fédérative socialiste de Yougoslavie.
Mladina dénonce notamment un complot de l'armée, comme faisant partie d'un complot de la part de l'armée contre l'opposition slovène.
Cela lui vaut de s’attirer les foudres de Slobodan Milošević, qui arrête des responsables du journal et Janez Janša, fondateur de l'Union démocratique slovène (en), qui serait de connivence. Un procès est tenu en mai 1988 sous la houlette de juges militaire pro-serbes et uniquement en langue serbo-croate, témoignant du manque de fédéralisme dans la Yougoslavie dominée par Milosevic.
Ce qui deviendra l'affaire Mladina marque ainsi l'intensification des tensions entre la Serbie et le reste du pays, qui aboutiront à un conflit sanglant.